# Xenodon matogrossensis
Xenodon matogrossensis là một loài rắn trong họ Rắn nước. Loài này được Scrocchi & Cruz miêu tả khoa học đầu tiên năm 1993.